# Ivan Xavier de Santana
Ivan Xavier de Santana (sinh ngày 27 tháng 5 năm 1988) là một cầu thủ bóng đá người Brasil.

## Sự nghiệp câu lạc bộ
Ivan Xavier de Santana đã từng chơi cho Roasso Kumamoto.